# サーヴォ
株式会社サーヴォは、東京都中央区に本社を置く企業。事業内容は、食品工場、レストラン、オフィス、メディカル用ユニフォームや白衣の企画製造販売である。

## 概要
1961年に創業。旧社名は株式会社サンペックス。2014年9月1日に株式会社イストと合併し、株式会社サンペックスイストとなった。
2019年9月に株式会社サーヴォに社名を変更した。

## 沿革
- 1961年 - 創業。
- 1969年 - 株式会社アサヒ白衣として法人化。
- 1978年 - 販売部門として株式会社アサヒ白衣販売を設立。
- 2007年 - 新設合併し、社名を株式会社サンペックスとする。
- 2014年 - 株式会社イストと合併し、社名を株式会社サンペックスイストとする。
- 2016年 - 9月1日付で子会社のサンペックス物流を吸収合併。
- 2019年 - 株式会社サーヴォに社名変更。

## 主な取扱ブランド
- Triumph NURSE SENSATION (トリンプナースセンセーション)
- Primevère (プリムヴェール)
- GROW (グロウ)
- SWiNG (スウィング)
- LAND (ランド)
- SerVo（サーヴォ）
- RASHIKI（ラシキ）

## 主な商品
- 風通る®白衣 - 高通気性の工場用衛生白衣
- ウエストびよ～ん - ウエスト脇にパワーネットを内蔵したアジャスター(特許取得)
- ロールインパンツ - 手で裾を内側に折り込むだけで何度でも裾上げ可能なボトムス(特許取得)